# Grand-parent au Québec
Pour les autres articles nationaux ou selon les autres juridictions, voir Grand-parent.
Les grands-parents au Québec — comme dans les autres pays et territoires au monde — sont les membres de la famille qui sont parents de parents ou ascendant d'ascendant.

## Situation légale

### Relations avec leurs petits-enfants
Les grands-parents ont Québec ont le droit d'avoir un contact avec leurs petits-enfants. Le Code civil du Québec prévoit :

« 611. Les pères et mères ne peuvent sans motif grave faire obstacle aux relations personnelles de l'enfant avec ses grands-parents. À défaut d'accord entre les parties, les modalités de ces relations sont réglées par le tribunal. »

Toutefois, dans le projet de loi 2 de 2021, cette disposition est remplacée par la disposition suivante : 

« 611.  Des relations personnelles entre l’enfant et ses grands-parents peuvent être maintenues ou développées dans la mesure où cela est dans l’intérêt de l’enfant et, s’il est âgé de 10 ans et plus, qu’il y consent, à moins qu’il ne soit dans l’impossibilité de manifester sa volonté. De telles relations peuvent, aux mêmes conditions, être maintenues avec l’ex-conjoint de son père ou de
sa mère ou de son parent, pourvu que cette personne lui soit significative. Ces relations peuvent être maintenues ou développées par tout moyen approprié à la situation et il n’est pas requis que les personnes soient en présence physique l’une de l’autre. Leurs modalités peuvent être convenues par écrit entre le père ou la mère ou le parent de l’enfant, à titre de tuteur, son tuteur, le cas échéant, ou l’enfant de 14 ans et plus et ses grands-parents ou l’ex-conjoint de son pèreou de sa mère ou de son parent, selon le cas. »

Donc d'après cette nouvelle disposition du projet de loi, on cesse de tenir pour acquis que les grands-parents peuvent avoir des contacts avec leurs petits-enfants en l'absence de motif grave. La nouvelle disposition vise à reconnaître la possibilité de relations entre l'enfant et les ex-conjoints. Elle prévoit que les conditions pour les relations avec les ex-conjoints sont les mêmes qu'avec les grands-parents, pourvu que les relations avec les ex-conjoints soient significatives.

### Obligation alimentaire
Les grands-parents au Québec ne sont plus liés par une obligation alimentaire au Québec depuis 1996. À la suite de pressions des organismes de défense des d'aînés, l'obligation alimentaire entre grands-parents et petits-enfants a été retirée du Code civil du Québec.

### Dévolution successorale
Au Québec, chacun est libre de tester. En l'absence de testament, les grands-parents ne peuvent succéder à leurs descendants au deuxième degré (petits-enfants) tant que l'un de leurs parents (ascendants privilégiés) est encore vivant et le principe de la fente ne s'applique pas : « Lorsque les ascendants privilégiés succèdent, ils partagent par égales portions ; si l'un d'eux seulement succède, il recueille la part qui aurait été dévolue à l'autre. » (article 675 du Code civil du Québec).

## Organismes de défense des droits
Dans plusieurs pays, les grands-parents se sont regroupés pour défendre le droit de leurs petits-enfants à maintenir des relations avec eux malgré le refus des parents. On retrouve notamment au Québec, l'Association des grands-parents du Québec